# Гам-Кам
Гам-Кам, або Гамаркамератене (норв. Hamarkameratene) — норвезький футбольний клуб з Гамара, заснований 1918 року. Виступає у найвищому дивізіоні Норвегії.

## Історія
Команду заснувала група підлітків 10 серпня 1918 року під назвою «Фрейдіг». У 1926 році подали заявку на участь у регіональних змаганнях, але були допущені до турніру лише наступного року, а через наявність команди з такою назвою змушені перейменувати свою на назву місцевого району Бріскебейн. У 1934 році команда побудувала власну арену.
У 1946 році місцевий район увійшов до меж міста Гамар, а клуб об'єднався з місцевою робітничою командою та отримав назву Hamarkameratene (буквально означає «Товариші Гамара»). Першим тренером команди став Рой Райт, колишній гравець «Вулвергемптона». Однак його досвід з англійського футболу не пішов на користь клубу, британця замінив спеціаліст із Чехословаччини Вілем Червені.
Перша половина 1970-х була найуспішнішим періодом клубу на сьогоднішній день. У 1969 році, вперше піднявшись до 1-го дивізіону (найвищий рівень у Норвегії на той час), зелено-білі посіли третє місце в загальному заліку у своєму першому сезоні, а також дійшли до півфіналу Кубка Норвегії. «Гам-Кам» залишався в першому дивізіоні до 1974 року, згодом ще тричі повертався до вищого дивізіону в період до 1980 року.
У 1980-х роках клуб перетворився на команду-ліфт. Але у 1987 та 1989 роках двічі виходила до півфіналу Кубка Норвегії.
Успішний сезон 1991 року призвів до того, що «Гамаркамератене» знову підвищився до найвищого дивізіону під керівництвом шведського тренера Петера Енгельбректссона. Клубу вдалося уникнути вильоту в 1992 році завдяки кращій різниці м'ячів, наступного року клуб з Гамара фінішував п'ятим. У 1995 році Гам-Кам такі не уникнув вильоту, а головний тренер швед Енгельбректссон також покинув команду. У 1998 році футбольна команда оголосила про банкрутство але від цього врятували приватні інвестори. Надалі «Гам-Кам» вибув до другого дивізіону. Лише на початку 2000-х почався новий етап сходження на гору. Так у 2003 році після восьмирічної перерви «зелено-білі» повернулись до Тіппеліги. У 2005 році клуб очолив колишній голкіпер збірної Норвегії Фроде Гродос, клуб наступного сезону під його керівництвом посів лише 13-е місце та вибув до першого дивізіону.
Через цей результат рада директорів вирішила звільнити Гродоса та запросити на посаду головного тренера Арне Ерландсена. «Зелено-білі» під його керівництвом на сезон повернулись до вищого дивізіону, а у 2009 році опустилися до другого дивізіону.
У сезоні 2010 року «Гам-Кам» виборов перше місце у другому дивізіоні та повернувся до першого, але наприкінці року зіткнувся з фінансовими проблемами. 21 грудня 2010 року правління оголосило, що клуб вирішив подати заяву про банкрутство 30 грудня, якщо до того часу не будуть зібрані необхідні кошти.
У сезоні 2021 року «зелено-білі» піднялися з першого дивізіону як переможці ліги, повернувшись до Елітесеріен вперше з 2008 року.

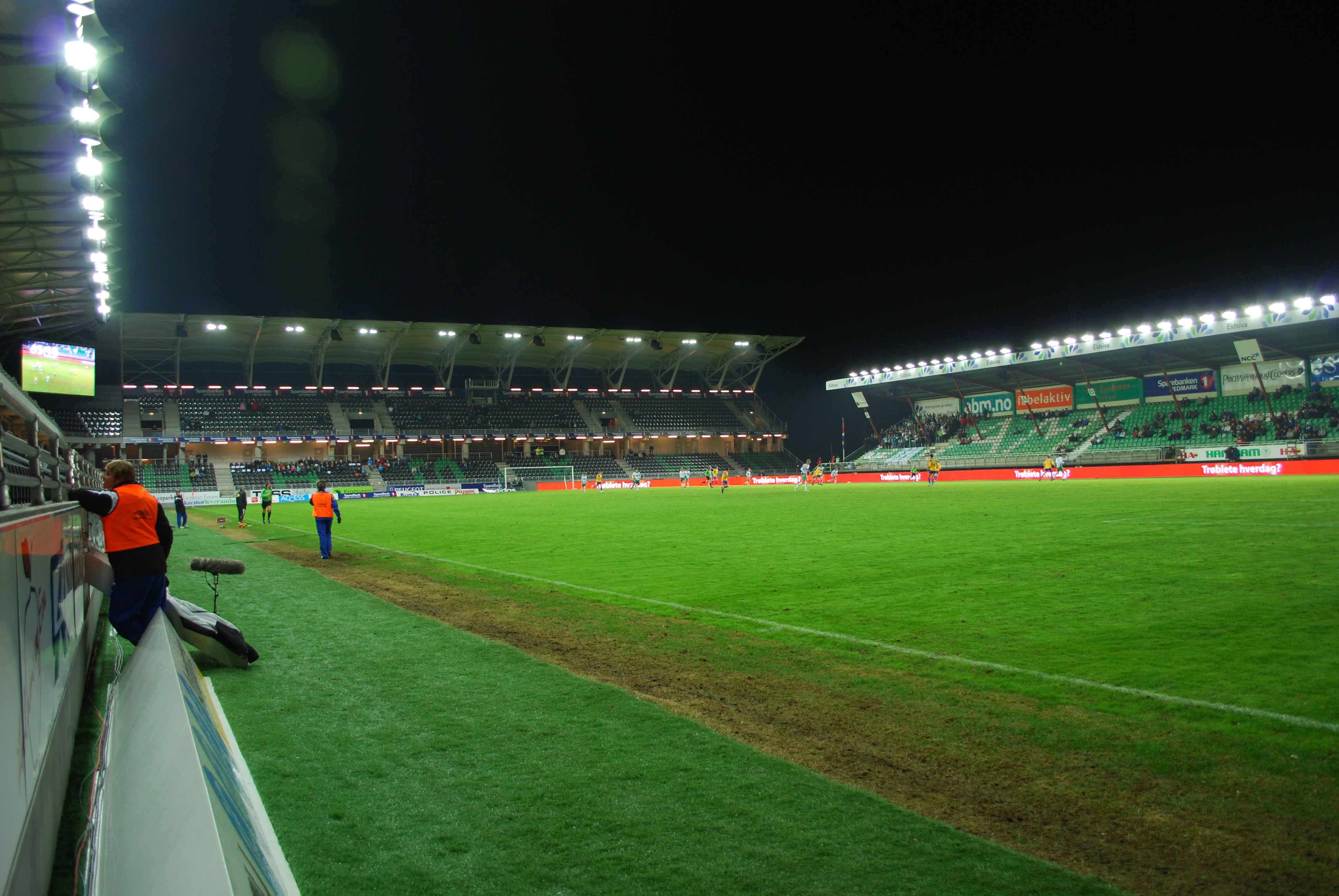
Нещодавно відремонтований стадіон «Бріскебі Арена».

## Стадіон
Домашні матчі проводить на «Бріскебі Арена», який вміщує 7 600 глядачів.
Стадіон входить до єдиного комплексу арен Зимових Олімпійських ігор 1994 року. Арена має штучне покриття.

## Кольори клубу
|  |  |

## Досягнення
- Елітесеріен:
  - Третє місце: 1970

- Кубок Норвегії:
  - Півфіналіст (6): 1969, 1970, 1971, 1973, 1987, 1989